# Dalia Grybauskaitė
Dalia Grybauskaitė (prononcé : /d̪ɐˈlʲɛ ɡʲrʲiːbɐʊsˈkɐ̂ˑɪt̪ʲeː/), née le 1er mars 1956 à Vilnius, alors en république socialiste soviétique de Lituanie, est une femme d'État lituanienne.
Économiste de formation, elle occupe, au cours des années 1990, plusieurs postes dans la fonction publique et la diplomatie lituaniennes avant d'être nommée en 2001 ministre des Finances.
Elle quitte le gouvernement en 2004 pour devenir la première commissaire européenne lituanienne, alors en tandem avec Viviane Reding au portefeuille de l'Éducation. Elle est choisie quelques mois plus tard pour s'occuper de celui de la Programmation financière et du Budget.
En 2009, Dalia Grybauskaitė décide de se présenter à l'élection présidentielle de Lituanie en tant que candidate indépendante, bien que soutenue par les principales formations de centre droit du pays. Elle remporte l'élection dès le premier tour, le 17 mai, avec 69 % des voix. Elle démissionne de la Commission européenne le 1er juillet, et prête serment le 12 juillet, devant le Seimas, devenant ainsi la première femme investie de la charge présidentielle. Réélue en 2014, elle quitte ses fonctions à l'issue de ses deux quinquennats autorisés, en 2019.

## Biographie

### Avant la politique

#### Débuts dans le monde universitaire
Après avoir suivi ses études secondaires à Salomėja Nėris, Dalia Grybauskaitė rejoint la Russie en 1976 afin d'y étudier la politique économique à l'université de Léningrad, tout en travaillant dans une usine de fourrure toute proche. Elle achève son cursus en 1983 et retourne alors à Vilnius où elle travaille quelques mois comme secrétaire à l'Académie des sciences, avant d'être nommée directrice de la division de l'agriculture à l'école supérieure du Parti communiste de l'Union soviétique de Vilnius.

#### Une experte dans le domaine économique
Elle renonce à ce poste en 1984, et devient en 1985 lectrice de politique économique et d'histoire mondiale de la monnaie au département de la politique économique. Elle défend en 1988 une thèse devant l'Académie des sciences publiques de Moscou, le diplôme qui lui est délivré en retour étant considéré depuis 1993 comme un doctorat de sciences sociales par les autorités lituaniennes.
En 1991, Grybauskaitė complète sa formation par un cursus spécial dédié aux cadres dispensé par la Edmund A. Walsh School of Foreign Service de l'université de Georgetown.

#### Un parcours diplomatique complet
Elle est nommée peu après directrice de programme au sein du bureau du Premier ministre, pour quelques mois, et directrice du département européen du ministère des Relations économiques internationales jusqu'en 1993. Directrice du département des relations économiques du ministère des Affaires étrangères de 1993 à 1994, elle est ensuite choisie comme envoyée extraordinaire et ministre plénipotentiaire au sein de la mission lituanienne auprès de l'Union européenne (UE).
Dalia Grybauskaitė est alors adjointe au négociateur en chef de l'accord de stabilisation et d'association (ASA). Elle poursuit en 1996 sa carrière diplomatique lorsqu'elle rejoint l'ambassade de Lituanie aux États-Unis, là encore avec le rang de ministre plénipotentiaire. Elle renonce à ce poste en 1999 pour entrer en politique.

### Une carrière politique d'importance
En 1999, elle est nommée vice-ministre des Finances chargée des affaires internationales, étant alors responsable des contacts entre son pays, la Banque mondiale et le Fonds monétaire international. Elle change de département ministériel un an plus tard et devient vice-ministre des Affaires étrangères, occupant le poste d'adjointe au chef de la délégation lituanienne dans les négociations d'adhésion à l'UE.
Elle est désignée ministre des Finances le 4 juillet 2001 dans le premier cabinet du social-démocrate Algirdas Brazauskas. Lorsque la Lituanie adhère à l'Union européenne (UE), elle démissionne du gouvernement afin de rejoindre la Commission européenne pour y représenter son pays.

### Commissaire européenne pour la Lituanie
Jusqu'à la fin du mandat de la commission dirigée par l'économiste italien Romano Prodi, chacun des dix nouveaux commissaires est jumelé avec un autre, et elle se retrouve à travailler en tandem avec Viviane Reding au poste de commissaire à l'Éducation et à la Culture. Elle obtient le portefeuille de la Programmation financière et du Budget le 22 novembre 2004, lors de l'investiture de la nouvelle équipe exécutive conduite par José Manuel Durão Barroso. Désignée « commissaire européenne de l'année » en 2005, elle s'est montrée très critique envers le budget de l'Union européenne, dont elle n'a dit qu'il n'est pas « un budget pour le XXIe siècle ». En 2008, elle a présenté un projet de budget dont le premier poste de dépense était le soutien à la croissance économique et l'emploi, au lieu de l'agriculture, une première.

### Présidente de la République de Lituanie

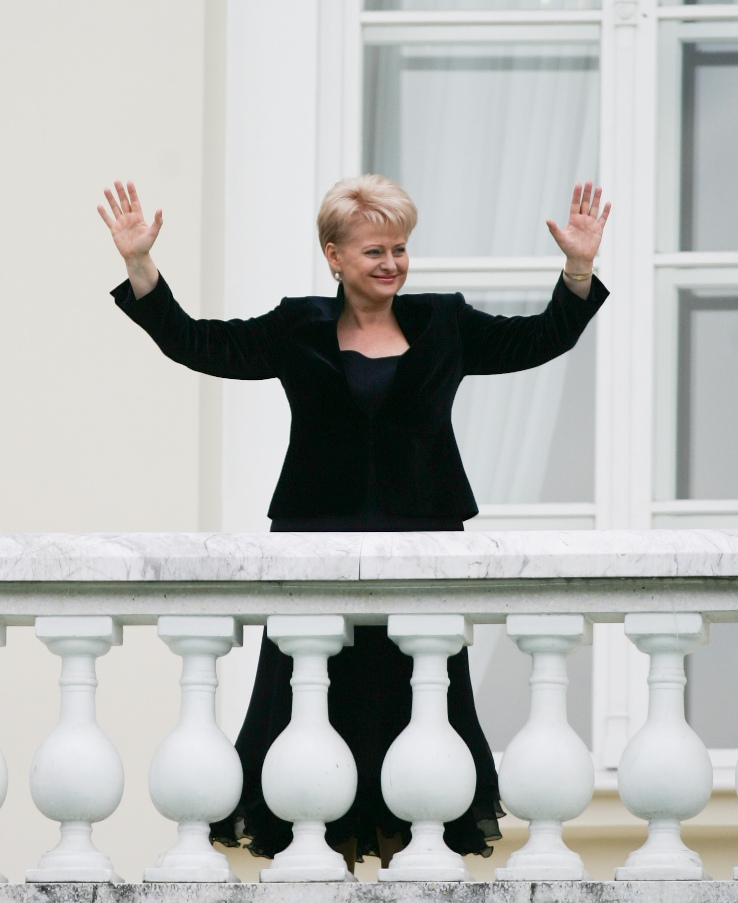
Dalia Grybauskaitė, lors de son investiture à la présidence de la République, le 12 juillet 2009.

#### Une très large élection
Grybauskaitė annonce le 26 février 2009 sa candidature à l'élection présidentielle du 17 mai suivant, se disant préoccupée par la situation économique de la Lituanie.
Indépendante de tout parti, soutenue toutefois par l'Union de la patrie - Chrétiens-démocrates lituaniens (TS-LKD) du Premier ministre Andrius Kubilius et l'Union centriste et libérale (LiCS), membre de la coalition gouvernementale de centre droit, elle est la grande favorite des sondages tout au long de la campagne, sa popularité se basant notamment sur une image de probité et de statut extérieur au jeu politique.
Elle s'impose dès le premier tour, le 17 mai 2009, avec 69,04 % des voix pour une participation de 51,71 %. Elle est alors la première femme élue à ce poste, et la présidente la mieux élue de l'histoire du pays.

#### Une présidente aux accents libéraux
Dalia Grybauskaitė prête serment devant le Seimas le 12 juillet 2009, cinq jours après avoir démissionné de la Commission européenne. Dans son discours d'investiture, la présidente Grybauskaitė appelle à « libérer le potentiel de l'économie familiale et des petites entreprises » et à « achever les réformes indéfiniment sans fin de la santé, l'éducation et l'assistance ». Selon un sondage publié la semaine de son investiture à la présidence, la nouvelle chef de l'État recueille 88 % d'opinions favorables.
L'une des premières grandes décisions de la nouvelle présidente de la République est la diminution immédiate de moitié de son salaire.

#### Défenseure des droits humains
Le 24 septembre 2010, la présidente Grybauskaitė prononce un discours tenu devant la 65e Assemblée générale de l'ONU, pour la première fois depuis son accession à la présidence de la République de Lituanie. Au cours de cette allocution, la chef de l'État lituanien affirme que l'égalité des sexes, l'environnement et la paix sont une priorité pour la Lituanie.
Elle est élevée à la dignité de grand officier de l'ordre de Saint-Charles par le prince Albert II de Monaco le 15 octobre 2012. Elle reçoit en 2013 le prix international Charlemagne d'Aix-la-Chapelle.
Le 11 septembre 2013, elle reçoit en privé le 14e dalaï-lama en visite en Lituanie.
Surnommée la « Dame de fer », elle est auréolée par sa fermeté à l'égard de la Russie au cours de la crise ukrainienne de 2014, Moscou étant accusé d'hégémonie en Europe de l'Est. Son principal rôle étant constitutionnellement de diriger la politique étrangère de son pays, elle plaide pour le renforcement des liens entre l'UE et les autres anciennes possessions soviétiques en Europe ; à ce titre, elle accueille en avril de la même année des troupes américaines en Lituanie, l'OTAN renforçant pour sa part sa présence dans les pays baltes.

#### Élection présidentielle de 2014: réélection au second tour
Lors de l'élection présidentielle des 11 et 25 mai 2014, elle se présente et sollicite un second mandat, avec le soutien de l'Union de la patrie - Chrétiens-démocrates lituaniens, désormais dans l'opposition. En tête de tous les sondages, elle remporte au premier tour 611 293 voix, soit 340 000 de moins qu'en 2009. Ce score lui accorde 46,61 % des suffrages exprimés, ce qui la contraint à passer par un second tour, au cours duquel elle se trouvera opposé au candidat social-démocrate Zigmantas Balčytis, qu'elle devance largement avec 430 000 voix d'avance.
Le 25 mai suivant, Dalia Grybauskaitė est réélue présidente de la république. Elle remporte 700 647 voix, soit 59,05 %, dans le cadre d'une participation en nette baisse. Là où elle progresse de 90 000 suffrages, son adversaire en attire 304 000 de plus, mais reste loin derrière avec 486 000 voix.

#### Présidence du Conseil européen
Elle est considérée comme une des candidates favorites pour devenir présidente du Conseil européen en 2019[réf. nécessaire].

### Vie privée
Dalia Grybauskaitė est la fille de Polikarpas Grybauskas, électricien, puis chauffeur, et de Vitalija Korsakaitė, qui occupait un emploi de vendeuse. Internationale lituanienne de basket-ball en catégorie junior dans sa jeunesse, elle est ceinture noire de karaté. Elle parle anglais, russe, polonais et français.
Dalia Grybauskaitė n'est pas mariée et n'a pas eu d'enfants.

## Distinction
- Collier de l'ordre pro Merito Melitensi (28 octobre 2015 par le grand-maître Matthew Festing[10])